# Ibrox-ramp
De Ibrox-ramp vond plaats op 2 januari 1971 in het Ibrox Stadium. Er stierven 66 mensen nadat een trapleuning in het Ibrox het begeven had. Ibrox is de thuishaven van voetbalclub Rangers FC, waar op dat moment de Old Firm plaatsvond, de derby tussen het protestantse Rangers FC en de stadsrivaal, het katholieke Celtic FC.
Aan het einde van de wedstrijd scoorden de gasten van Celtic de 0-1, waardoor vele Rangersfans besloten het stadion te verlaten. Toen er echter in blessuretijd toch nog gelijkgemaakt werd en een deel van de toeschouwers terug wilde keren naar de tribune, begaf een trapleuning het, met 66 doden en 200 gewonden tot gevolg. 
Rapporten over de ramp spreken echter tegen dat de supporters terugkeerden naar de tribune, en het doelpunt zou dus niet de oorzaak zijn. Rapporten spreken over een val van een kind, gedragen op de schouders van zijn vader, die een kettingreactie veroorzaakte. Vele mensen vielen en toen de trapleuning het begaf, werden mensen verpletterd. De meeste mensen kwamen om door verstikking. 
Het was het tweede drama in het Ibrox-stadion, in 1902 lieten 26 mensen het leven nadat een deel van de (houten) tribune instortte.